# Lista komet nieokresowych

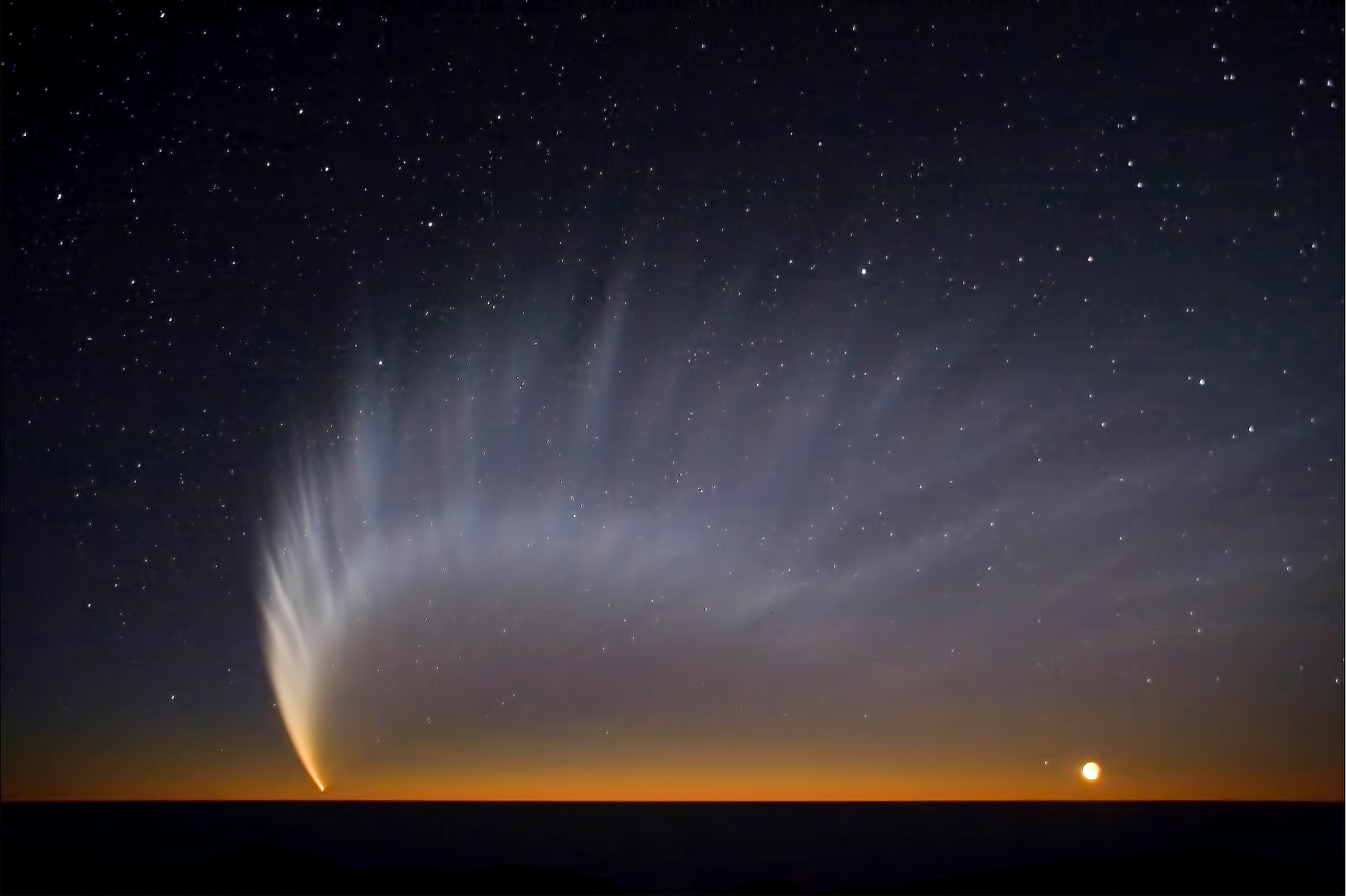
C/2006 P1 (McNaught), najjaśniejsza w I dekadzie XXI wieku

Pod pojęciem komet nieokresowych rozumie się komety widziane tylko raz, które cechuje dłuższy od 200 lat okres obiegu wokół Słońca (tzw. długookresowe) oraz komety, które dostały się do Układu Słonecznego z przestrzeni międzygwiazdowej.

## Oznaczenia
Międzynarodowa Unia Astronomiczna oficjalnie oznacza komety nieokresowe literą „C”. Jeżeli orbita komety nie może być wyznaczona z dostateczną precyzją, stosuje się oznaczenie „X”. Komety, które zostały zgubione przez obserwatorów lub rozpadły się albo zderzyły z jakąś planetą, oznaczane są literą „D” w nazwie.
Od 2017 roku, kiedy został odkryty pierwszy obiekt niewątpliwie pochodzący spoza Układu Słonecznego, komety (i planetoidy) międzygwiezdne oznacza się literą „I”.

## Po roku 1910 (kolejność alfabetyczna)
Poniższa tabela wymienia wybrane komety nieokresowe:
| Kometa                                                                          | Odkrywc/a(-y) lub imiennik, data odkrycia |
| ------------------------------------------------------------------------------- | --- |
| Kometa Arenda-Rolanda (C/1956 R1, 1957 III, 1956h)                              | Arend i Roland, 8 listopada 1956 |
| C/1989 X1 (Austin) (1990 V, 1989c1)                                             | Rodney Austin, 6 grudnia 1989 |
| C/1911 S3 (Beljawsky) (1911 IV, 1911g)                                          | Beljawski, 29 września 1911 |
| C/1969 Y1 (Bennett) (1970 II, 1969i)                                            | Bennett, 28 grudnia 1969 |
| C/1947 S1 (Bester) (1948 I, 1947k)                                              | Bester, 24 września 1947 |
| C/2007 W1 (Boattini)                                                            | Andrea Boattini, 20 listopada 2007 |
| C/1980 E1 (Bowell)                                                              | Edward L.G. Bowell, 11 lutego 1980, kometa posiadająca najbardziej hiperboliczną orbitę |
| C/2004 F4 (Bradfield)                                                           | William A. Bradfield, 12 kwietnia 2004 |
| C/1911 O1 (Brooks) (1911 V, 1911c)                                              | Brooks, 21 lipca 1911 |
| C/1999 F1 (Catalina)                                                            | Catalina Sky Survey, 23 marca 1999 |
| C/1913 Y1 (Delavan)                                                             | Pablo Delavan, 27 października 1913 |
| C/1941 B2 (de Kock-Paraskevopoulos) (C/1941 B2, 1941 IV, 1941c)                 | de Kock, 15 stycznia 1941 i Paraskevopoulos, 23 stycznia 1941 |
| C/1948 V1 (C/1948 V1, 1948 XI, 1948l)                                           | Po raz pierwszy zaobserwowana w Nairobi podczas całkowitego zaćmienia Słońca z 1 listopada 1948 (jasność ponad −2m)                                                                                        |
| C/2010 X1 (Elenin)                                                              | Leonid Elenin, 10 grudnia 2010 |
| C/1912 R1 (Gale)                                                                | Walter Frederick Gale, 8 września 1912 |
| Kometa Hale’a-Boppa (C/1995 O1)                                                 | Hale i Bopp, 23 lipca 1995 jedna z tylko czterech znanych, których jasność absolutna była ujemna (−2,7) |
| Kometa Howard-Koomen-Michels (1979 XI)                                          | R. Howard, N. Koomen, D.J. Michels, sierpień 1981, obrazy komety zarejestrowano jednak już 30 sierpnia 1979 za pomocą urządzeń satelity wojskowego P78-1, jasność ok. -3,5, kometa zderzyła się ze Słońcem |
| Kometa Humasona (C/1961 R1, 1962 VIII, 1961e)                                   | Humason, 1 września 1961 |
| Kometa Hyakutake (C/1996 B2)                                                    | Hyakutake, 30 stycznia 1996 |
| Kometa Ikeya-Seki (C/1965 S1, 1965 VIII, 1965f)                                 | Ikeya, Seki, 18 września 1965 |
| C/2012 S1 (ISON)                                                                | Niewski, Nowiczonok, 21 września 2012 |
| Kometa Kohoutka (C/1973 E1, 1973 XII, 1973f)                                    | Kohoutek, 7 marca 1973 |
| C/2000 U5 (LINEAR)                                                              | Lincoln Near-Earth Asteroid Research (LINEAR), 29 października 2000 |
| C/2007 F1 (LONEOS)                                                              | Lowell Observatory Near-Earth-Object Search (LONEOS), 19 marca 2007 |
| C/2011 W3 (Lovejoy)                                                             | Terry Lovejoy, 27 listopada 2011 |
| C/2007 N3 (Lulin)                                                               | Ye Quanzhi i C.-S. Lin, 11 lipca 2007 |
| Kometa Machholza (C/2004 Q2)                                                    | Machholz, 27 sierpnia 2004 |
| C/2008 Q1 (Matičič)                                                             | Obserwatorium Črni Vrh (pierwsza kometa odkryta w Słowenii, przez Stanislava Matičicia) |
| C/2006 P1 (McNaught) (2006 P1)                                                  | Robert McNaught, 7 sierpnia 2006 (jasność widoma ok. −5m) |
| C/2009 K5 (McNaught)                                                            | Robert McNaught, 27 maja 2009 |
| C/2009 R1 (McNaught)                                                            | Robert McNaught, 9 września 2009 |
| C/1993 Y1 (McNaught-Russell) (1994 XI, 1993v)                                   | Robert McNaught, Kenneth S. Russell, 17 grudnia 1993 |
| C/1967 M1 (Mitchell-Jones-Gerber)                                               | Michell, Brian Jones, Richard Gerber, 1 lipca 1967 |
| C/1957 P1 (Mrkos) (C/1957 P1, 1957 V, 1957d)                                    | Mrkos, 29 lipca 1957 |
| C/2001 Q4 (NEAT)                                                                | NEAT, 24 sierpnia 2001 |
| C/1925 G1 (Orkisz)                                                              | Lucjan Orkisz, 3 kwietnia 1925 |
| C/2011 L4 (PANSTARRS)                                                           | Pan-STARRS, 6 czerwca 2011 |
| C/2006 A1 (Pojmanski) (C/2006 A1)                                               | Pojmański, 2 stycznia 2006 |
| C/1966 T1 (Rudnicki) (C/1966 T1)                                                | Rudnicki, październik 1966 |
| C/1962 C1 (Seki-Lines) (1962 III, 1962c, Reitberg-Blakesen, Khokhlov)           | Seki i Lines, 4 lutego 1962 |
| C/2007 Q3 (Siding Spring)                                                       | Donna Burton z Obserwatorium Siding Spring, 25 sierpnia 2007 |
| Shoemaker-Levy 9 (D/1993 F2, 1994 X, 1993e)                                     | E. Shoemaker, C. Shoemaker, Levy, 24 marca 1993 |
| Kometa Skjellerup-Maristany (C/1927 X1, 1927 IX, 1927k)                         | Skjellerup, 28 listopada 1927, oraz Maristany, 6 grudnia 1927 |
| C/1989 Y1 (Skorichenko-George) (1990 VI, 1989e1)                                | Skoriczenko i George, 17 grudnia 1989 |
| Wielka Kometa Południowa (C/1947 X1, 1947 XII, 1947n)                           | 7 grudnia 1947 |
| C/2009 K12 (SOHO)                                                               | SOHO (Michał Kusiak), 30 maja 2009 |
| C/2006 M4 (SWAN)                                                                | Matson i Mattiazzo, 20 czerwca 2006 |
| C/2000 W1 (Utsunomiya–Jones)                                                    | Syogo Utsunomiya i Albert F. Jones, 18 listopada 2000 |
| Kometa Westa (C/1975 V1, 1976 VI, 1975n)                                        | West, 10 sierpnia 1975 |
| Kometa White-Ortiz-Bolelli (C/1970 K1, 1970 VI, 1970f)                          | White, 18 maja 1970, Ortiz, 21 maja 1970 i Bolelli, 22 maja 1970 |
| Kometa Wilsona-Hubbarda (C/1961 O1, 1961 V, 1961d, Drakesen, Portlock-Weinberg) | Wilson i Hubbard, 23 lipca 1961 |
| Kometa Zhu-Balama (C/1997 L1)                                                   | Zhu (3 czerwca 1997) i Balam (8 czerwca 1997 ) |

## Komety sprzed i z roku 1910 (w kolejności chronologicznej)
| Kometa | odkrywc/a(-y) lub imiennik, data odkrycia |
| --- | --- |
| C/-43 K1 (Kometa Cezara)                                                                                          | 18 maja 44 p.n.e. (Chiny), jedna z kilku komet możliwych do zaobserwowania podczas dnia; osiągnęła jasność widomą -4,0m, w Starożytnym Rzymie nazywana sidus lulium lub Caesaris astrum |
| C/390 Q1 | sierpień roku 390 |
| X/1106 C1 (Wielka Kometa z 1106)                                                                                  | 2 lutego 1106, jedna z tzw. komet muskających Słońce; rozpadła się na dwa fragmenty |
| C/1556 D1 (Kometa z roku 1556)                                                                                    | marzec 1556 |
| C/1577 V1 (1577 I)                                                                                                | 1 listopada 1577, jasność absolutna −1,8, jedna z czterech, które miały ujemną jasność absolutną                                                                                        |
| C/1652 Y1 | van Riebeeck, 17 grudnia 1652 (Kapsztad, RPA) |
| Kometa Kircha (C/1680 V1)                                                                                         | Kirch, 14 listopada 1680 (pierwsze teleskopowe odkrycie komety) |
| C/1683 O1 (Kometa Wiktorii Wiedeńskiej)                                                                           | John Flamsteed, 20 lipca 1683 |
| C/1686 R1 | van der Stel, 12 sierpnia 1686 (Kapsztad, RPA) |
| C/1689 X1 | van der Stel, 24 listopada 1689 (Kapsztad, RPA) |
| C/1702 H1 | Francesco Bianchini & Giacomo Filippo Maraldi |
| Wielka Kometa z 1729 (C/1729 P1, 1729, Kometa Sarabata)                                                           | Sarabat, 1 sierpnia 1729, jasność absolutna −3,0, jedna z czterech znanych komet o jasności absolutnej ujemnej                                                                          |
| C/1743 X1 (1744, Kometa Klinkenberg-de Chéseaux)                                                                  | Klinkenberg, 9 grudnia 1743 i de Chéseaux, 13 grudnia 1743 |
| C/1746 P1 (1747, Kometa de Chéseaux)                                                                              | de Chéseaux, 13 sierpnia 1746, jasność absolutna −0,5, jedna z czterech znanych komet o jasności absolutnej ujemnej                                                                     |
| Wielka Kometa z 1760 (C/1760 A1, 1759 III, Parisian Comet)                                                        | 7 stycznia 1760, minęła Jowisza w odl. zaledwie 0,054 j.a. w 1758 |
| Kometa Lexella (D/1770 L1)                                                                                        | 14 czerwca 1770, odkryta przez Messiera, nazwa od Lexella, który jako pierwszy obliczył jej orbitę                                                                                      |
| Wielka Kometa z 1771 (C/1771 A1, 1770 II)                                                                         | 9 stycznia 1771 |
| Wielka Kometa z 1783 (C/1783 X1, 1784)                                                                            | de la Nux, 15 grudnia 1783 |
| Wielka Kometa z 1807 (C/1807 R1, 1807)                                                                            | Giovanni, 9 września 1807 |
| Wielka Kometa z 1811 (C/1811 F1)                                                                                  | Flaugergues, 25 marca 1811 |
| Wielka Kometa z 1819 (1819 II, Comet Tralles)                                                                     | Tralles, 1 lipca 1819 |
| Wielka Kometa z 1823 (C/1823 Y1, 1823)                                                                            | 24 grudnia 1823 |
| Kometa Ponsa (C/1825 N1, 1825 IV)                                                                                 | Pons, 18 lipca 1825 |
| Wielka Kometa z 1830 (C/1830 F1, 1830 I)                                                                          | Faraguet, 16 marca 1830 (Mauritius) i Fallows, 20 marca 1830 (Kapsztad, RPA) |
| Wielka Kometa z 1831 (C/1831 A1, 1830 II)                                                                         | Herapath, 7 stycznia 1831 (¹) |
| Wielka Kometa Marcowa z 1843 (C/1843 D1, 1843 I)                                                                  | 5 lutego 1843 |
| Wielka Kometa z 1844 (C/1844 Y1, 1844 III)                                                                        | 17 grudnia 1844 |
| Wielka Kometa Czerwcowa z 1845 (C/1845 L1, 1845 III)                                                              | 2 czerwca 1845 |
| Kometa Hinda (C/1847 C1, 1847 I)                                                                                  | Hind, 6 lutego 1847 |
| Kometa Mitchel (C/1847 T1, 1847 VI. Kometa Pani Mitchel)                                                          | Mitchell, 1 października 1847 |
| Kometa Klinkerfuesa (C/1853 L1, 1853 III)                                                                         | Klinkerfues, 11 czerwca 1853 |
| Wielka Kometa z 1854 (C/1854 F1, 1854 II)                                                                         | 23 marca 1854 |
| Kometa Donatiego (C/1858 L1, 1858 VI)                                                                             | Donati, 2 czerwca 1858 |
| Wielka Kometa z 1860 (C/1860 M1, 1860 III)                                                                        | 18 czerwca 1860 |
| Kometa Thatcher (C/1861 G1)                                                                                       | A. E. Thatcher, 5 kwietnia 1861 |
| Wielka Kometa z 1861 (C/1861 J1, 1861 II)                                                                         | Tebbutt, 13 maja 1861 |
| Wielka Kometa Południowa z 1865 (C/1865 B1, 1865 I)                                                               | 17 stycznia 1865 |
| Kometa Coggia (C/1874 H1, 1874 III)                                                                               | Coggia, 17 kwietnia 1874 |
| Wielka Kometa Południowa z 1880 (C/1880 C1, 1880 I)                                                               | 1 lutego 1880 |
| Wielka Kometa z 1881 (C/1881 K1, 1881 III, 1881b)                                                                 | Tebbutt, 22 maja 1881 |
| Wielka Kometa z 1882 (C/1882 F1, 1882 I, 1882a)                                                                   | Wells, 18 marca 1882 |
| Wielka Kometa Wrześniowa z 1882 (C/1882 R1, 1882 II, 1882b)                                                       | 1 września 1882, osiągnęła wielkość wizualną −17 (C/1882 R1, C/1945 X1 (du Toit) oraz C/1965 S1 możliwy fragment komety X/1106 C1)                                                      |
| Wielka Kometa Południowa z 1887 (C/1887 B1, 1887 I, 1887a)                                                        | Thome, 18 stycznia 1887, „The Headless Wonder” |
| Wielka Kometa z 1901 (C/1901 G1, 1901 I, 1901a)                                                                   | 23 kwietnia 1901 |
| C/1908 R1 (Morehouse)                                                                                             | Daniel David Morehouse, 1 września 1908 |
| Wielka Kometa Styczniowa z 1910 (C/1910 A1) nie należy mylić z pojawieniem się w 1910 komety okresowej 1P/Halley) | Obserwowana przez wielu rankiem 12 stycznia 1910, pierwszym obserwatorem był Innes |